# グルジェル

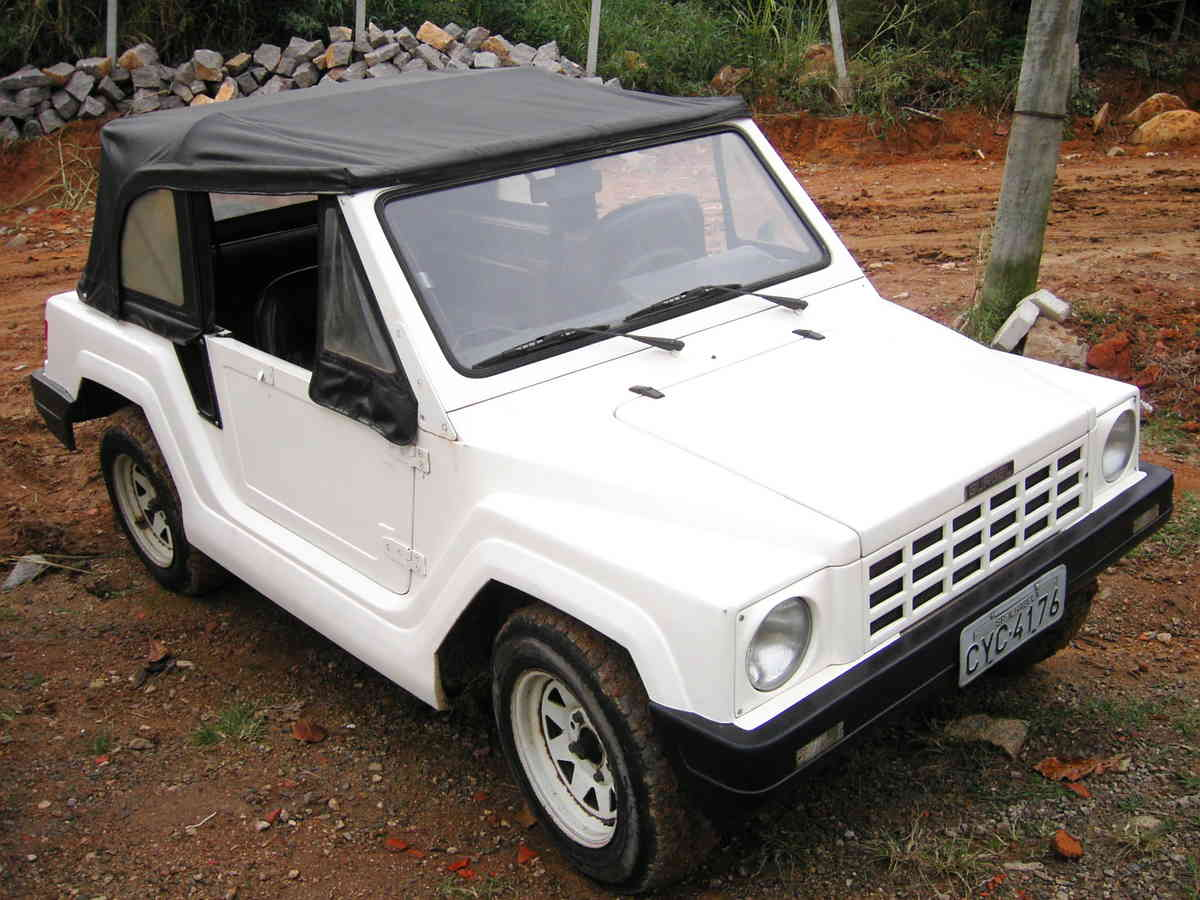
A Gurgel SUV

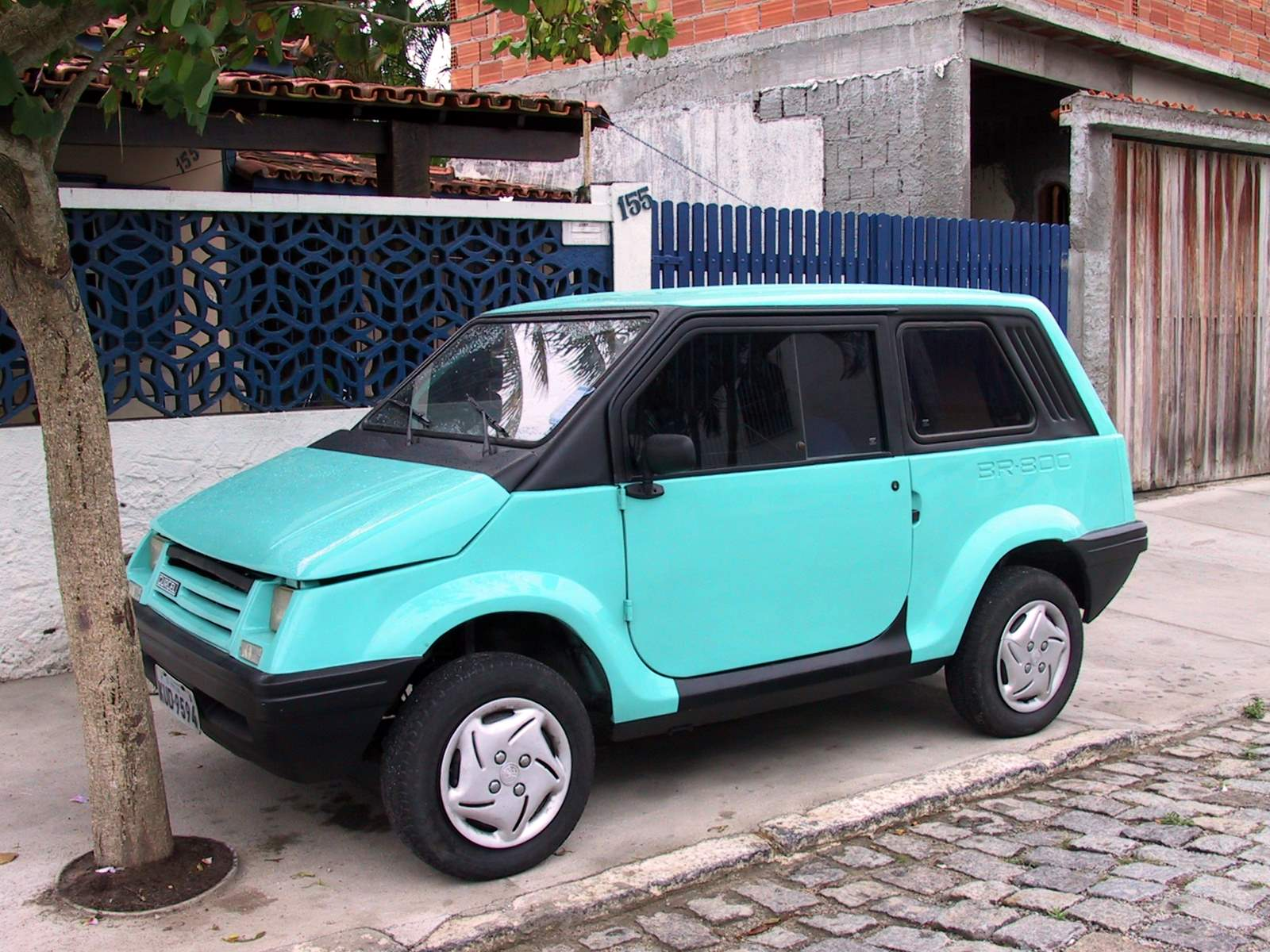
Gurgel BR-800

グルジェル（Gurgel）は、1969年から1994年まで存在したブラジルの自動車メーカー。

## 概要

### 設立
アメリカのデトロイトで電気技術者かつ機械工学エンジニアとして訓練を受けたJoão Augusto Conrado do Amaral Gurgelは、ブラジルの自動車ブランドの確立を目指して1969年9月1日にサンパウロでグルジェルを創立した。

### 人気
グルジェルは当初、プーマ同様に、ブラジルで大量に生産、販売され、パーツの供給も豊富なフォルクスワーゲン・ビートルを基とした小型車で市場へと進出し、ブラジル市場で大変な人気を博した。その後、1970年代になると大型車やオフロード車の製造を本格的に開始し、一部モデルは10カ国以上に輸出されるなど大きな成功を収めた。

### 閉鎖
しかし、1980年代になるとブラジル景気の悪化とともに事業の財政難が顕在化し、ブラジル政府からの財政援助でかろうじて持ちこたえる状態が続いた。1991年に最後の金融融資が行われたが、ブラジル経済の規制緩和が行われ始めたこともあって業績は回復せず、結局1994年に閉鎖へと追い込まれた。これにより、ブラジルでは国産資本による自動車企業が、1995年のトロラー創立まで一時的に消失することとなった。

## 車種
- Gurgel BR-800
- Gurgel Delta
- Gurgel Supermini
- Gurgel Supermini Cross
- Gurgel Cena ou Gurgel 280
- Gurgel X12
- Gurgel X15 Tocantins
- Gurgel G15
- Gurgel Carajás
- Gurgel G800
- Gurgel Itaipu
- Gurgel Ipanema
- Gurgel XEF
- Gurgel TA-01
- Gurgel FD-30 TJ